# Turnera curassavica
Turnera curassavica är en passionsblomsväxtart som beskrevs av Ignatz Urban. Turnera curassavica ingår i släktet Turnera och familjen passionsblomsväxter. Inga underarter finns listade i Catalogue of Life.